# 25. pučko-ustaška pukovnija
kr.ug. 25. pučko-ustaška pukovnija (njemački: k.u. Landsturminfanterieregiment Nr. 25 )  (mađarski: m. kir. 25. népfelkelő gyalogezred )  ustrojena je u Zagrebu 27. srpnja 1914. Zapovjednik je bio potpukovnik Bolto Pintar. 
Pučko-ustaški obveznici su bile "osobe između 36. i 50. godine i one koje još nisu služile vojsku, dakle od 18. do 21. godine", "rezervisti domobranskih jedinica, uglavnom starijih godišta; posljednja obrana".

## Ustroj
Pukovnija se sastojala od tri pučko-ustaška bataljuna (bojne) stacionirana u Zagrebu, od kojih je svaki imao 4 satnije. Zapovjednik 3. satnije prvog bataljuna bio je Vladko Maček.

## Ratni put
1914. pukovnija je zajedno s 26., 27. i 28. pučko-ustaškim pukovnijama te još nekim doknadnim postrojbama ušla u sastav 104. pučko-ustaške brigade pod zapovjedništvom general bojnika Theodora Bekića. Naoružana Mannlicher i Werndl-Holub puškama, pukovnija je 20. kolovoza 1914. prebačena vlakom iz Zagreba na lijevu obalu Drine, u blizini njenog ušća u rijeku Savu. Nakon nekoliko dana krenula je u napad na srpske položaje kod rijeke Bosut. Kod Pećinaca i Popinaca su uništili jednu srpsku diviziju, koja je prešla Savu. Pukovnija je nakon toga sama prešla Savu i napredovala uz veće i manje bitke i okršaje do rijeke Kolubare, koju je koncem studenoga 1914. prešla. U Kolubarskoj bitci 3. prosinca pukovnija se povukla preko Drine u Bosnu.
U listopadu 1914., pukovnija se zajedno s 104. brigadom nalazi u 29. pješačkoj diviziji. U prosincu 1914. 104. brigada je u ostacima i otad se ne spominje u dokumentima. 1. siječnja 1916. pukovnija je bila uključena u 62. pješačku diviziju, grupa Vukadinović. Od svibnja 1916. uključena je u 28. pučko-ustašku planinsku brigadu (28 LstGbBrig). Na dan 12. svibnja 1917. uključena je u sastav 5. pješačke brigade, a otad joj se gubi trag.